# Édouard Colonne
Édouard Colonne (* 23. Juli 1838 in Bordeaux; † 28. März 1910 in Paris) war ein französischer Dirigent. Er gründete das Orchester „Concerts Colonne“.

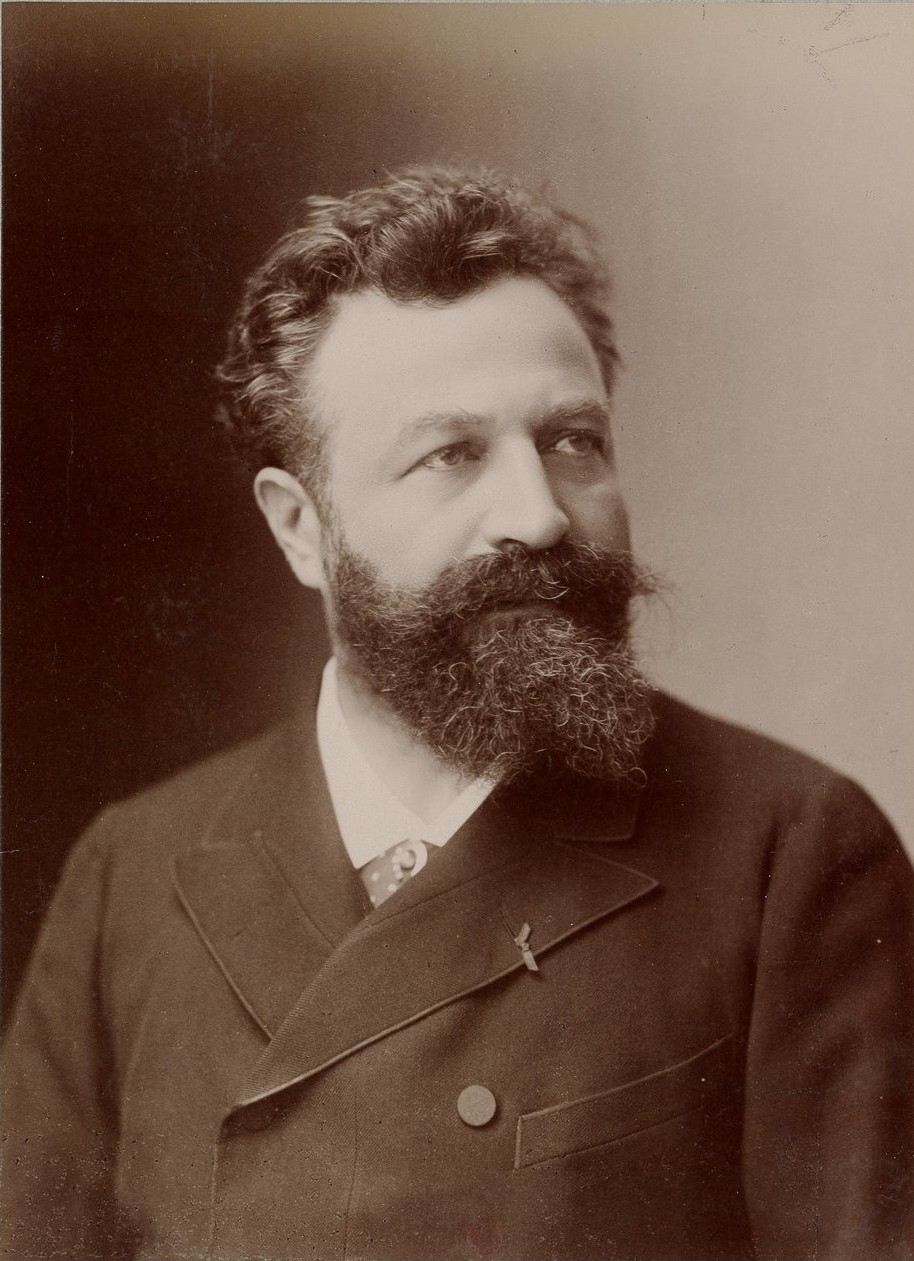
Édouard Colonne von Nadar im Jahr 1900

## Leben und Wirken
Edouard erlernte frühzeitig Grundkenntnisse im Spiel verschiedener Instrumente (Flageolett, Akkordeon, Violine), da er von seiner Familie in die musikalische Gestaltung von Familienfesten und Feierlichkeiten einbezogen wurde. Sein Vater führte er ihn früh in die Grundlagen des Instrumentenbaus ein.
Er erhielt Violinunterricht bei Baudoin, einem hervorragenden Lehrer aus Bordeaux. Auf Empfehlung Baudoins ging Colonne bereits 1855 nach Paris.
Er besuchte ab 1856 das Pariser Konservatorium und wurde danach erster Violinist des Orchesters der Pariser Oper. 1873 gewann ihn der Musikverleger Georges Hartmann als Leiter des von ihm am Théâtre de l’Odéon begründeten Concert National, das das Ziel hatte, die Werke französischer Komponisten einem breiten Publikum bekannt zu machen. Obwohl die erste Saison mit Werken von César Franck (Rédemption) und Jules Massenet (Marie-Magdeleine) großen Erfolg hatte, war Hartmann gezwungen, auf Grund finanzieller Probleme aufgeben.
Daraufhin gründete Colonne sein eigenes Orchester, die Association Artistique des Concerts Colonne, das am Théâtre du Châtelet angesiedelt war. Es widmete sich in den als Concerts Colonne berühmt gewordenen Aufführungen den Werken zeitgenössischer französischer Komponisten wie Camille Saint-Saëns, Jules Massenet, Gabriel Fauré, Vincent d’Indy, Gustave Charpentier, Claude Debussy, Maurice Ravel, Charles-Marie Widor, Paul Dukas und Emmanuel Chabrier. Daneben wurden in Vergessenheit geratene Werke wie Fausts Verdammnis von Hector Berlioz wiederentdeckt, auch die Werke ausländischer zeitgenössischer Komponisten wie Richard Wagner und Richard Strauss kamen auf den Spielplan. Das Orchester lud große Dirigenten wie Felix Mottl und Felix Weingartner ein, und Komponisten wie Gustav Mahler, Peter Tschaikowski, Claude Debussy, Edvard Grieg, Richard Strauss und Sergei Prokofjew kamen, um ihre Werke aufzuführen. Auch die großen Solisten folgten seiner Einladung, wie z. B. Pablo de Sarasate, Raoul Pugno und Eugène Ysaÿe.
Colonne ging mit seinem Orchester, das er bis zu seinem Tode 1910 leitete, auch auf Tourneen durch ganz Frankreich und ins Ausland. Sein Nachfolger wurde Gabriel Pierné.
Colonne war mit der Operettensängerin Irma Marié de l’Isle (1841–1891) verheiratet, Tochter des Tenors Mécène Marié de l’Isle (1811–1879) und Schwester der berühmteren Sängerin Célestine Galli-Marié, der Carmen der Uraufführung von 1875. Das Paar hatte zwei Kinder: Mathilde und Daniel. Tochter Mathilde heiratete den Komponisten Antony de Choudens (1849–1902), dessen Vater der bekannte Musikverleger Antoine de Choudens (1825–1888) war.
In zweiter Ehe war der Dirigent ab 30. September 1886 mit der Sängerin Eugénie Vergin (geb. 1854 in Lille) verheiratet.